# Zwart borsthaartje
Het zwart borsthaartje (Pherbellia cinerella) is een vliegensoort uit de familie van de slakkendoders (Sciomyzidae). De wetenschappelijke naam van de soort is voor het eerst geldig gepubliceerd in 1820 door Fallen.